# Partícula viral
Partícula viral é a estrutura molecular que constitui um vírus. Ela é composta basicamente por ácido nucléico e proteínas, mas adicionalmente podem conter lipídios e carboidratos. O material genético viral é composto por uma ou mais moléculas de ácido nucléico (DNA ou RNA). Envolvendo o ácido nucléico são encontradas proteínas (capsômeros) codificadas pelo genoma viral, sendo o conjunto destas proteínas denominado capsídeo. Em geral, estes possuem forma geométrica bem definida: icosaédrica, helicoidal, cilíndrica, esférica, entre outras. O capsídeo em associação com o material genético viral compõe o nucleocapsídeo.
Uma membrana lipídica, denominada envelope viral, pode envolver os nucleocapsídeos externamente. O envelope é formado por bicamada lipídica derivada de estruturas celulares, como organelas e membrana plasmática. Ancoradas ao envelope são encontradas proteínas (peplômeros) que desempenham a função de mediar a interação vírus-célula. No entanto, as partículas virais podem ser envelopadas ou não-envelopadas. Uma partícula viral completa (infecciosa), com ou sem envelope, a depender da morfologia viral específica, é chamada vírion. Muitos vírus possuem partículas complexas, com características que fogem dos padrões mencionados anteriormente: mais de um nucleocapsídeo por envelope (Baculoviridae, Polydnaviridae); mais de uma membrana lipídica, sendo uma bicamada interna e outra externa (Polydnaviridae); mais de um capsídeo (Reoviridae); capsídeos com cauda protéica (Myoviridae, Podoviridae, Siphoviridae), etc.